# Junkers K 47
Junkers K 47 là một loại máy bay tiêm kích được phát triển ở Thụy Điển, do một chi nhánh Thụy Điển của công ty Junkers của Đức phát triển vào cuối thập niên 1920, phiên bản dân sự được định danh là A 48.

## Quốc gia sử dụng
Liên Xô
- Không quân Liên Xô

## Tính năng kỹ chiến thuật (K 47)
Đặc điểm tổng quát
- Kíp lái: 2
- Chiều dài: 8.55 m (28 ft 1 in)
- Sải cánh: 12.40 m (40 ft 1 in)
- Chiều cao: 2.40 m (7 ft 11 in)
- Diện tích cánh: 22.8 m2 (245 ft2)
- Trọng lượng rỗng: 1.050 kg (2.310 lb)
- Trọng lượng có tải: 1.635 kg (3.600 lb)
- Powerplant: 1 × Pratt & Whitney Hornet do BMW chế tạo, 440 kW (590 hp)

Hiệu suất bay
- Vận tốc cực đại: 300 km/h (190 mph)
- Tầm bay: 490 km (310 dặm)
- Trần bay: 4.250 m (14.000 ft)

Vũ khí trang bị
- 1 × súng máy LMG 08/15 7,92 mm (.312 in)
- 1 × súng máy 7,92 mm (.312 in)
- 2 × quả bom 50 kg